# Camille de Tornaco
Marie Camille Louis de Gonzague Ghislain de Tornaco (Steinfort (Groothertogdom Luxemburg), 6 april 1807 - Brussel, 8 maart 1888) was een Belgisch volksvertegenwoordiger en senator.

## Biografie

### Familie
De familie de Tornaco verkreeg adelbrieven en een baronstitel voor alle nakomelingen in het jaar 1738. Camille de Tornaco was de vierde van de zes kinderen van Charles de Tornaco (1763-1837) en Elisabeth de Berlo-Suys (1775-1856). Zijn vader was burgemeester van Luxemburg-stad, lid van de Provinciale Staten van Luxemburg en lid van de Tweede Kamer.
Hij trouwde in 1847 in Brussel met Hermine de Jonghe (1808-1849) en in tweede huwelijk in 1855 met gravin Sophie de Borchgrave d'Altena (1829-1909), dochter van graaf Guillaume de Borchgrave d'Altena, burgemeester van Mechelen-Bovelingen, lid van de Tweede Kamer en senator. Uit het tweede huwelijk sproten twee zoons die ongehuwd bleven, waarmee deze familietak uitstierf.
Hij was een schoonbroer van graaf François de Borchgrave d'Altena, burgemeester van Mechelen-Bovelingen, provincieraadslid van Limburg, volksvertegenwoordiger en senator, en graaf Guillaume Herman de Borchgrave d'Altena, burgemeester van Genoelselderen, provincieraadslid van Limburg en volksvertegenwoordiger.
Zijn broer Victor was onder andere premier van Luxemburg.

### Loopbaan
Tornaco was een voorstander van de Belgische Revolutie, in tegenstelling tot zijn broers Auguste (1801-1882) en Victor (1805-1875), die in 1830 jonge mannen bewapenden om voor Oranje ten strijde te trekken. Ze bleven na 1839 de Luxemburgse nationaliteit houden en Victor beklom de hoogste trappen van de hiërarchie in het bestuur van het Groothertogdom.
Van 1837 tot 1842 was Camille provincieraadslid van Luik. In 1843 werd hij verkozen tot liberaal volksvertegenwoordiger voor het arrondissement Luik. Op het moment van zijn verkiezing in 1843 was hij gedomicilieerd in Clavier. Hij vervulde dit mandaat tot in 1848. Toen werd hij verkozen tot senator voor het arrondissement Hoei en bleef dit mandaat uitoefenen tot in 1880. Hij werd ondervoorzitter (1858-1859 en 1863-1879) en voorzitter (1879-1880) van de Senaat. Tornaco was erg ziek in juni 1879 en kon als enige senator niet deelnemen aan de stemming over de onderwijswet van 1879.